# 時間協定
時間協定（英語：TIME protocol）是一個在RFC 868內定義的通訊協定。它用作提供機器可讀的日期時間資訊。
時間協定可以在TCP或UDP上使用。在TCP上，主機會連接支援時間協定的伺服器的TCP埠 37。伺服器會傳送32位二進位數字然後斷開連接，數字表示由格林威治標準時間1900年1月1日午夜0時0分0秒至當時的總秒數。主機在接收到時間後斷開連接。
在UDP上，客戶端會传送一個（通常為空的）數據包到UDP埠 37。伺服器會把包含時間的數據包傳回。在传送過程中沒有進行連線。
現時，時間協定已經被網路時間協定（Network Time Protocol，NTP）所取代。

## 時間協定在inetd上
在Linux、FreeBSD，或其他類UNIX作業系統中，時間伺服器是在inetd中內置的。通常時間協定服務是預設關閉的，可以在/etc/inetd.conf檔案中加上以下資料以開啟服務：
```
time   stream  tcp     nowait  root    internal
time   stream  tcp6    nowait  root    internal
time   dgram   udp     wait    root    internal
time   dgram   udp6    wait    root    internal
```

## 參看
- TCP/IP端口列表
- ECHO协议
- DISCARD协议
- DAYTIME协议
- CHARGEN协议
- 网络时间协议

## 外部連結
- RFC 868